# Bronisław (przystanek kolejowy)
Bronisław – nieczynny przystanek kolejowy w Bronisławiu, w województwie kujawsko-pomorskim, w Polsce.